# Encore (Live And Direct)
Encore är ett livealbum och dvd av den tyska ravegruppen Scooter.

## Låtlista
- Posse (I Need You On The Floor)
- We Bring The Noise
- R U :) ?
- Aiii Shot The DJ
- FasterHarderScooter
- Im Raving
- Rhapsody in E.
- Stuttgart
- Call Me Mañana
- Fuck The Millennium
- Habanera
- Am Fenster
- Eyes Without a Face
- No Fate
- Greatest Beats + How Much Is The Fish? + Surfin' Bird
- Ramp! (The Logical Song)
- The Age of Love
- Fire
- Endless Summer
- Hyper Hyper + Don't Your Forget About Me
- Move Your Ass!